# Peliszat
Peliszat (bułg. Пелишат) – wieś w Bułgarii, w obwodzie Plewen, w gminie Plewen. Według danych szacunkowych Ujednoliconego Systemu Ewidencji Ludności oraz Usług Administracyjnych dla Ludności, 15 czerwca 2020 roku miejscowość liczyła 789 mieszkańców.

## Osoby związane z miejscowością

### Urodzeni
- Todor Pandow (1933–2000) – bułgarski polityk